# Abdon Martins Nunes
Abdon Martins Nunes, ou apenas Abdon Nunes, (Valença do Piauí, c. 1931 – Teresina, 12 de fevereiro de 2010) foi um comerciante e político brasileiro, outrora deputado estadual pelo Piauí.

## Dados biográficos
Filho de Abdon Portela Nunes e Francisca Martins de Castro Nunes. Comerciante, elegeu-se vereador em Valença do Piauí pelo PST em 1962 e deputado estadual pelo MDB em 1966. Após perder a visão ainda na infância, foi um dos sócios-fundadores da Associação dos Cegos do Piauí, em 21 de junho de 1967. Candidato a vice-prefeito na chapa de Joaquim Matias Lima Verde em 1970, não foi eleito.
Além de Abdon Nunes, a família elegeu como deputados estaduais: o irmão, Alcides Nunes, (em 1947, 1950 e 1954) o pai, Abdon Portela Nunes (em 1958) e o outro irmão, José Martins Nunes (em 1962).
Primo de Petrônio Portela, Lucídio Portela e Elói Portela.